# Reckless (Madison Beer)
Reckless è un singolo della cantante statunitense Madison Beer, pubblicato il 4 giugno 2021 come primo estratto dal suo secondo album in studio Silence Between Songs. 
La pubblicazione del brano è stata anticipata da diversi video trailer distribuiti sui vari profili social della cantante.

## Tracce
Testi e musiche di Madison Beer, Tim Sommers, Jeremy Dussoliet, Leroy Clampitt.
1. Reckless – 3:23

## Classifiche
| Classifica (2021) | Posizione massima |
| ----------------- | ----------------- |
| Irlanda           | 98                |
| Singapore         | 13                |